# METAR

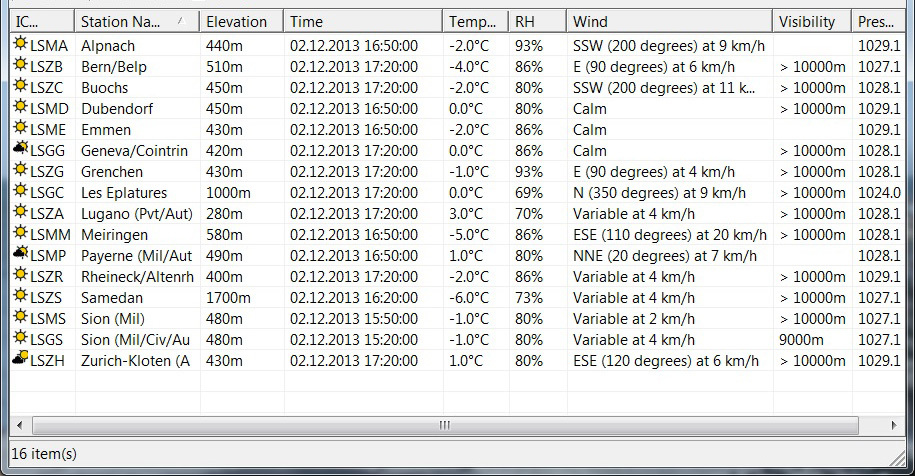
METAR

METAR es el estándar internacional en aviación del formato del código utilizado para emitir periódicamente informes de las observaciones meteorológicas en los aeródromos. Es análogo al código SA utilizado en Estados Unidos. Es un acrónimo traducido del francés (MÉTéorologique Aviation Régulière) como Informe meteorológico aeronáutico de rutina (en inglés: METeorological Aerodrome Report). El código SPECI es el nombre en código dado al METAR emitido en una rutina no programada especial, ocasionada por cambios en las condiciones meteorológicas. La sigla SPECI se traduce como Selección Especial del Informe Meteorológico para la Aviación.
Es usado por los meteorólogos, para ayudarse en los pronósticos del tiempo y son especialmente útiles para informar a los pilotos de las aeronaves de las condiciones meteorológicas de los aeropuertos de destino y actuar en consecuencia. Los informes meteorológicos METAR usualmente vienen de los aeropuertos. Típicamente se emiten cada media hora o una hora (depende del aeródromo); sin embargo, si las condiciones cambian significativamente pueden actualizarse con informes meteorológicos especiales llamados SPECI.
El formato se introdujo el 1 de enero de 1968, y ya ha sido modificado muchísimas veces. EE. UU. y Canadá lo adoptaron desde el 1 de junio de 1996.
Este reporte se consigue para determinado aeródromo por su código ICAO/OACI (ejemplos: KMIA Miami, EE. UU. y LEPA Palma de Mallorca, España) y contempla entre otros datos: viento, visibilidad, nubosidad y temperatura.
Estos son muy útiles, no solo para la aviación, sino también para los usuarios de internet, gracias a que se accede a ellos libremente desde el Servicio Nacional del Clima de los Estados Unidos de Norteamérica (institución conocida por su nombre en inglés: National Weather Service) y las páginas de meteorología de muchos países.
Ejemplos de METAR
- METAR SAZM 012200Z 23004KT 8000 -RA BKN022 08/07 Q1014 =
- METAR SAZT 012200Z 25017KT 5000 DZ BKN007 07/05 Q1017 =

## Algunos códigos METAR
Aunque el formato general de los reportes METAR es un estándar global, los campos específicos varían algo entre el estándar de uso internacional y el usado dentro de Norteamérica.
La clave Metar internacional está dada por el siguiente orden: METAR - Lugar - fecha y hora - viento - visibilidad - fenómenos - nubes - temperatura - presión
Lugar
Es un indicador de 4 letras según la OACI
| Código | Significado               |
| ------ | ------------------------- |
| S      | Indicativo de región OACI |
| P      | Indicativo de país        |
| JC     | Indicador de aeródromo    |

Ejemplo:
SPJC
En este caso es el Aeropuerto Internacional Jorge Chávez, en Lima, Perú.
Fecha y hora
Día del mes, hora y minutos en UTC (Tiempo Universal Coordinado) seguido de la letra Z (zulú)
Ejemplo:
251200Z (día 25 y hora 12:00 Zulú)
Viento
Está compuesto de dos componentes:
Dirección redondeada a la decena de grados más próxima (Tomese en consideración para la dirección los 360° disponibles, sabiendo que 0° o 360° es el norte, 90° es el este, 180° es el sur y 270° el oeste)
Velocidad media seguida de KT (nudos)
Ejemplo:
24015KT: 240° CON 15 NUDOS
Visibilidad prevaleciente, en metros
Ejemplo:
1400:  1,400 metros
Nubes
| Código | Significado                                                             | Código | Significado                            |
| ------ | ----------------------------------------------------------------------- | ------ | -------------------------------------- |
| SKC    | Sky clear Despejado (0/8)                                               | FEW    | Few Escasas (1-2/8)                    |
| SCT    | Scattered Dispersas (3-4/8)                                             | BKN    | Broken Muy Nuboso (5-7/8)              |
| OVC    | Overcast Cubierto (8/8)                                                 | CB     | Cumulonimbus                           |
| TCU    | Towering Cumulus Cumulus congestus                                      | NSC    | No hay Significantes Nubes, poco usado |
| VV     | Visibilidad Vertical, indicado solo por mucha neblina o precipitaciones |        |                                        |
| CIG    | Ceiling Techo, capa más baja de nubes como partida o encapotada         |        |                                        |

Visibilidad, precipitación y otros
| Código | Significado                    | Código | Significado                     |
| ------ | ------------------------------ | ------ | ------------------------------- |
| FG     | Fog NIEBLA                     | HZ     | Haze Calima / BRUMA             |
| BR     | Mist Neblina                   | VA     | Volcanic Ash Ceniza volcánica   |
| SA     | Sand Arena                     | DS     | Dust Storm Tormenta de polvo    |
| PO     | Remolino de polvo o arena      | DZ     | Drizzle Llovizna                |
| SH     | Showers Chubascos              | RA     | Rain Lluvia                     |
| SN     | Snow Nieve                     | SG     | Snow Grains Granos de nieve     |
| PE     | Ice Pellets Cristales de hielo | GR     | Hail Granizo                    |
| GS     | Granizo pequeño                | SQ     | Turbonada                       |
| SS     | Sand Storm Tormenta de arena   | TS     | Thunderstorm Tormenta eléctrica |

Prefijos
| Código | Significado      | Código | Significado                  |
| ------ | ---------------- | ------ | ---------------------------- |
| RE     | Recent Reciente  | VC     | Vicinity En las proximidades |
| "-,+"  | Débil, Severo    |        |                              |
| Mi     | Shallow Bajo     |        |                              |
| BC     | Bancos           | DR     | Viento poca altura           |
| BL     | Blowing Soplando | FZ     | Freezing Superenfriado       |

### Implementaciones
- Aplicación PHP-Weather con licencia GNU GPL que genera reportes METAR
- pymetar, biblioteca PYTHON para METAR Archivado el 21 de junio de 2014 en Wayback Machine.
- Geo::METAR, Geo::TAF, Aviation::Report: Módulos Perl en CPAN
- Aplicación PHP que decodifica reportes METAR (enlace roto disponible en Internet Archive; véase el historial, la primera versión y la última).

- Datos: Q476773
- Multimedia: METAR / Q476773